# Shpëtim Duro
Shpëtim Duro (ur. 24 grudnia 1959 w Tiranie) – albański trener piłkarski, w latach 2006–2007 asystent selekcjonera reprezentacji Albanii.